# Petőfalva
Petőfalva (németül: Pöttelsdorf, korábban Koldusfalva) község Ausztriában, Burgenland tartományban, a Nagymartoni járásban.

## Fekvése
Petőfalva Siklósd, Tormafalu, Zemenye-Selegd, Márcfalva és Nagymarton községekkel határos.Kismartontól 14 km-re délnyugatra, a Vulka partján fekszik.

## Története
A település első írásos említése 1342-ből származik "Potl" alakban. 1351-ben "Pothly", 1370-ben "Poss. Pothl", 1372-ben "Poss. Pachyl", 1410-ben "Pathly" alakban szerepel a korabeli forrásokban. A török 1529-ben, 1532-ben és 1683-ban is elpusztította. A 17. századtól földesura az Esterházy család volt.
Vályi András szerint " KOLDUSFALVA. Betlsdorf Német falu Sopron Várm. földes Ura H. Eszterházy Uraság, lakosai katolikusok, és evangelikusok, fekszik Borbolyához közel, mellynek filiája Soprontól 1 6/8 mértföldnyire, hegyes, és síkos határja két nyomásbéli, búzát, rozsot, árpát, zabot, és pohánkát terem, szőleje tsekélyes."
Fényes Elek szerint "Petőfalva, vagy Koldusfalva, németül Bettelsdorf, német falu, Sopron vmegyében, Sopronhoz nyugot-északra 2 mfd., 130 kath., 500 evang. lak., s anyaekklézsiával. Határa részint hegyes, részint róna, s elég termékeny. Van 1073 1/8 hold szántófölde, s rétje, 12 h. legelője, 12 4/8 h. szilvása, 97 hold szőlőhegye, és 200 hold erdeje. Körte, alma, dió és szilva bőven termesztetik. Vörös bort is szűr, melly igen kapós és kelendő. F. u. h. Eszterházy."
1910-ben  700, túlnyomórészt német lakosa volt. A trianoni békeszerződésig Sopron vármegye Nagymartoni járásához tartozott. 1921-ben a trianoni és saint-germaini békeszerződések értelmében Ausztriához csatolták.

## Nevezetességei
- evangélikus temploma 1901-ben épült Ludwig Schöne bécsi építész tervei szerint neogótikus stílusban. A templom belseje nem változott, a tornyot és a homlokzatot azonban időközben renoválták és 2002-ben a tetőt is felújították.

## Képek

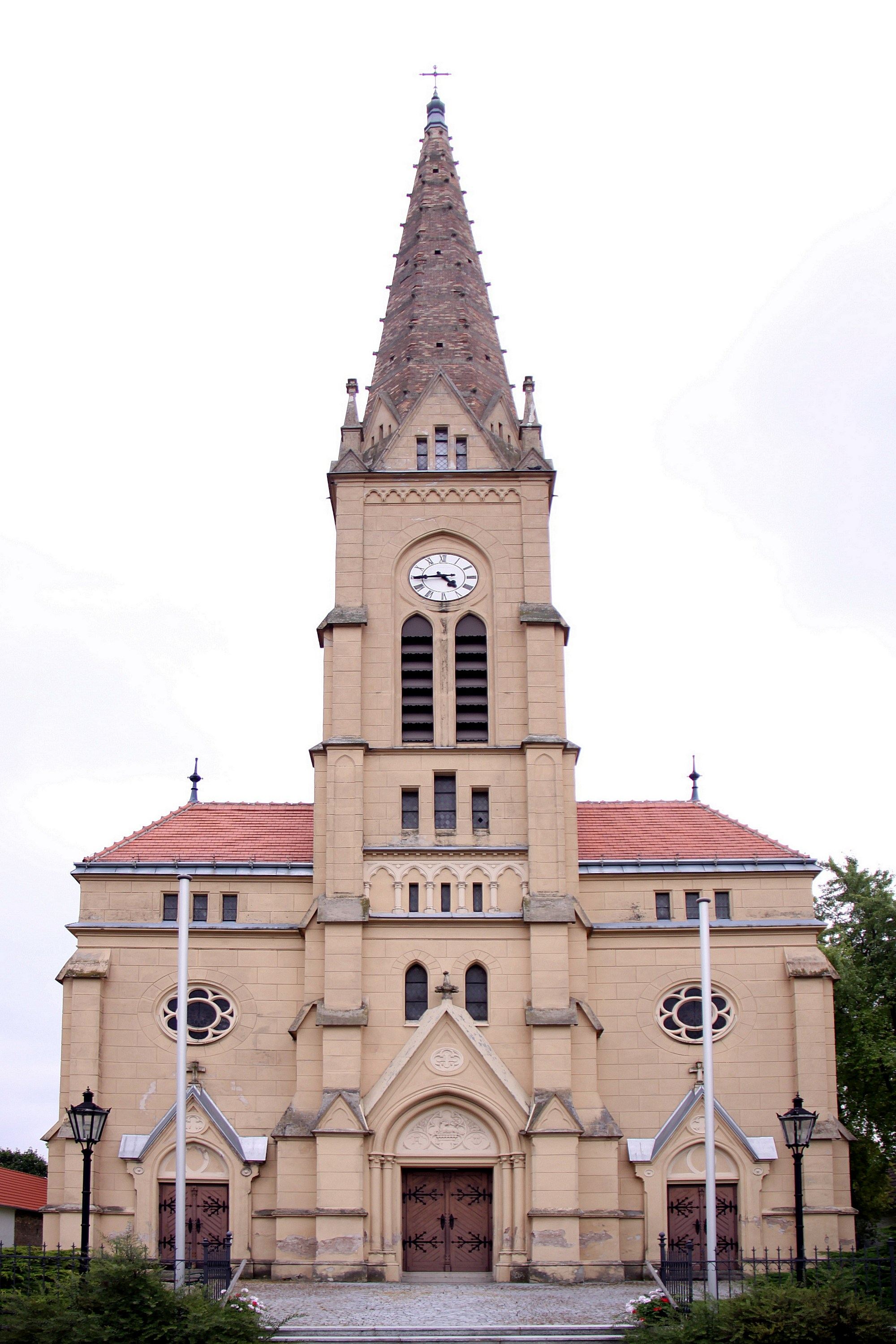
Evangélikus templom
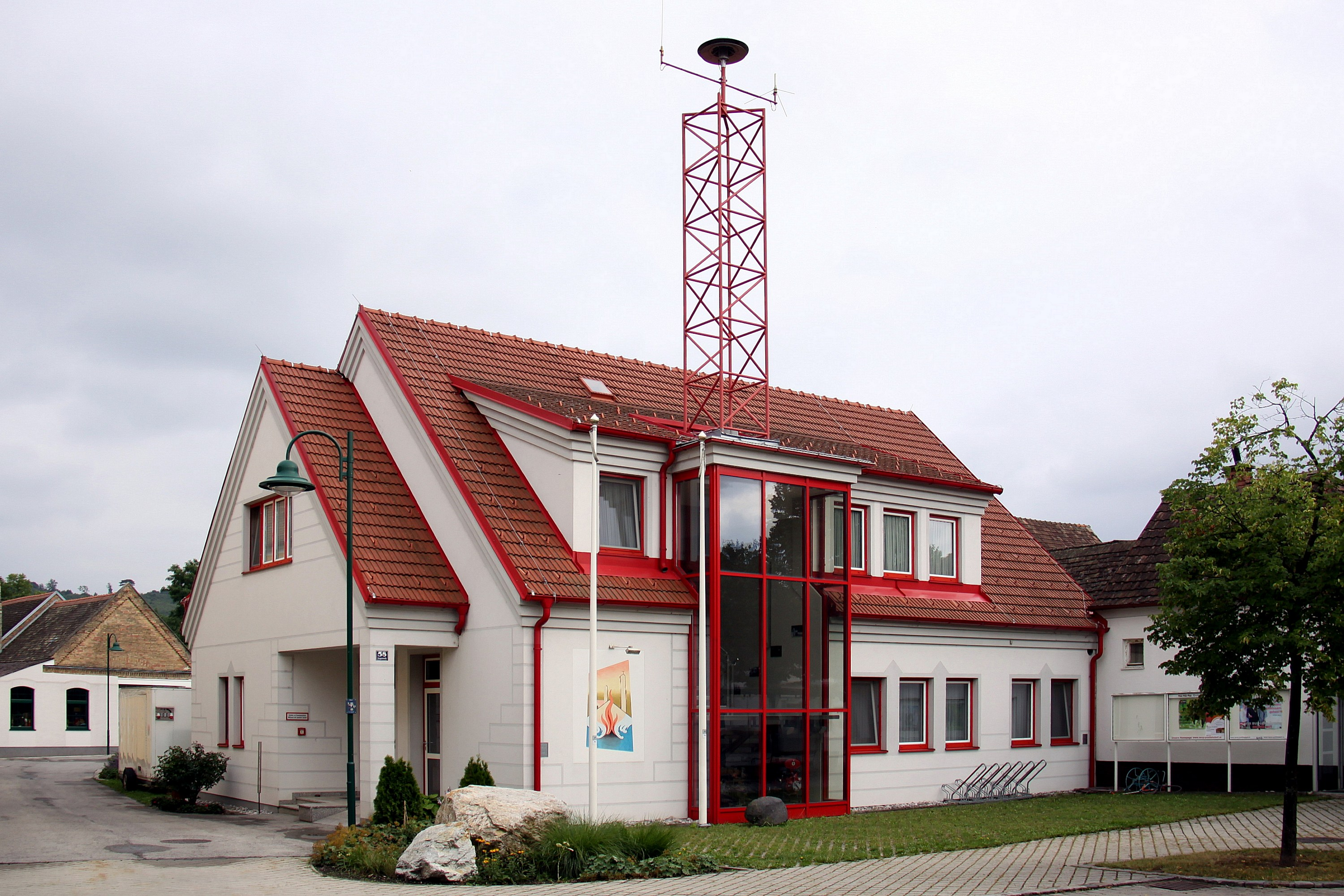
Tűzoltóság
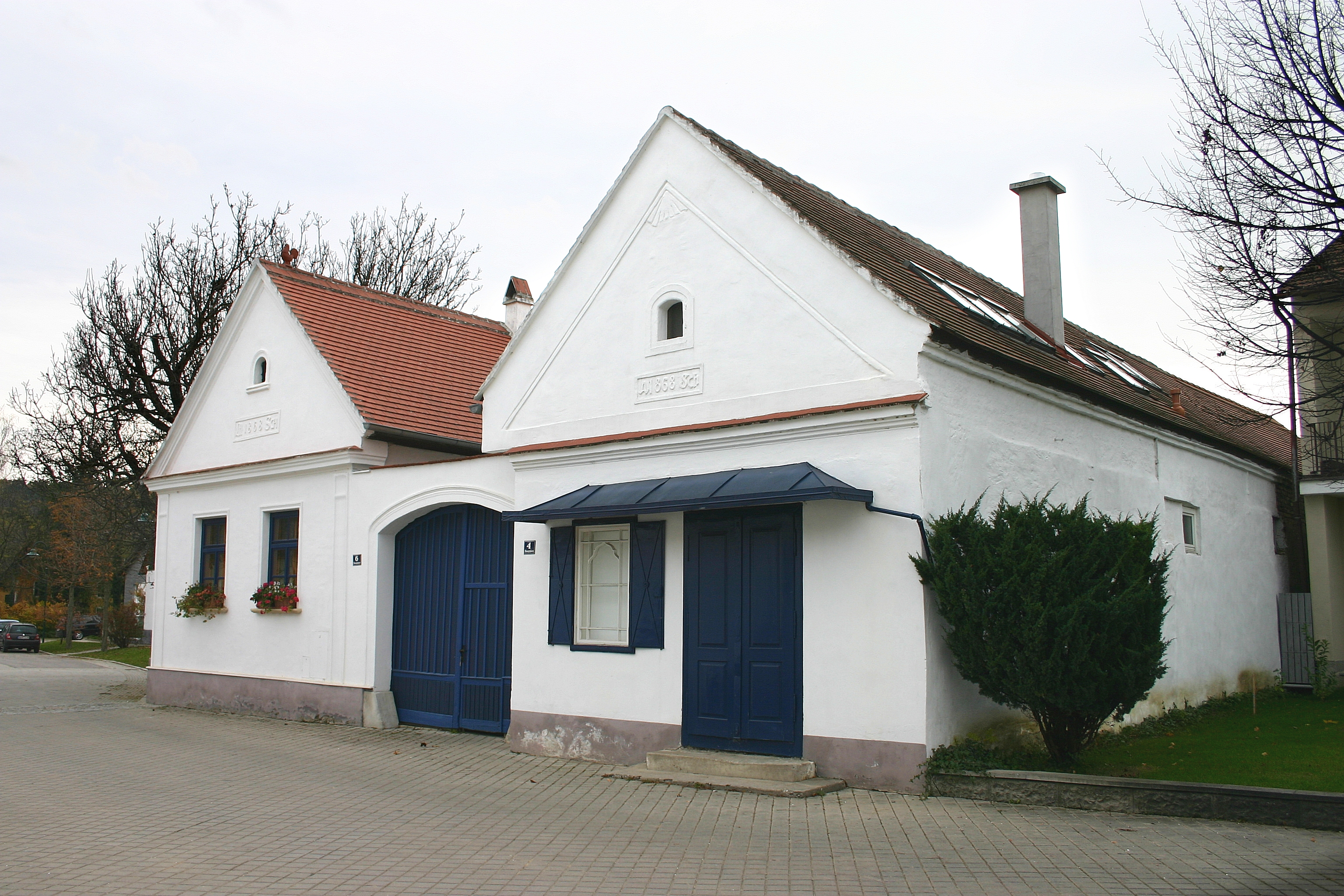
Régi házak
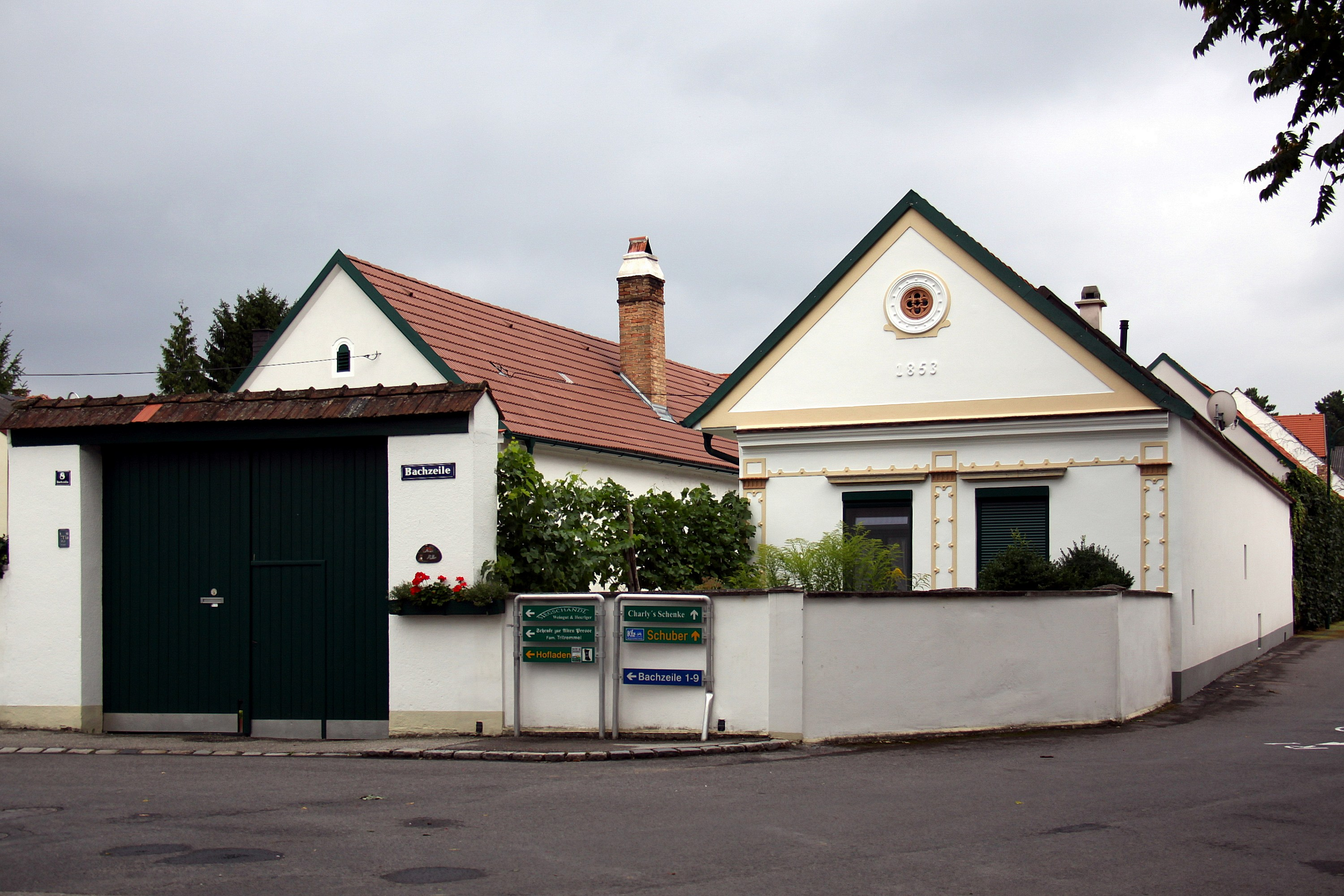
Régi házak (1853)

## Külső hivatkozások
- Petőfalva község hivatalos honlapja
- A petőfalvi evangélikus egyház honlapja
- Tiscover.com
- A község gazdasági honlapja